# Ladysmith (Kanada)
Ladysmith je kanadské město na východním pobřeží Vancouverského ostrova v provincii Britská Kolumbie. Město založil roku 1898 James Dunsmuir a pojmenoval ho po stejnojmenném sídle v Jihoafrické republice. Zdejší obyvatelé pracují v lesnictví, zemědělství a cestovním ruchu.

## Demografie
K roku 1996 čítal počet obyvatel města 6456 lidí, ale o pět let později stoupl o dvě procenta na hodnotu 6587. Protože se samotné město rozkládá na ploše 8,43 kilometrů čtverečních, dosahovala v roce 2001 zdejší hustota osídlení 782 obyvatel na kilometr čtvereční.

## Významní rodáci
Ke zdejším rodákům patří např. Pamela Anderson.